# فرودگاه صحرایی اوسبورن
 فرودگاه صحرایی اوسبورن (به انگلیسی: Osborn Airfield) یک فرودگاه خصوصی است که یک باند فرود چمن دارد و طول باند آن ۷۵۷ متر است. این فرودگاه در شهر گرولند، فلوریدا کشور ایالات متحده آمریکا قرار دارد و در ارتفاع ۳۷ متری از سطح دریا واقع شده است.